# Петров, Георгий Николаевич (учёный)
Георгий Николаевич Петро́в (1899—1977) — советский учёный, специалист в области электрических машин и трансформаторов. Лауреат двух Сталинских премий.

## Биография
Родился 22 апреля (4 мая) 1899 года (по другим источникам — 5 мая [23 апреля]) в селе Купавна (ныне Ногинский район, Московская область).
В 1924 году окончил электротехнический факультет МВТУ, остался там же преподавать. С 1932 года и до конца жизни работал в МЭИ: с 1933 года — профессор, в 1938—1973 годах — заведующий кафедрой электрических машин, в 1934—1939 годах — заместитель директора, в 1941—1943 годах — ректор, в 1943—1947 годах — проректор).
В 1947—1953 годах Г. Н. Петров был главным редактором журнала «Электричество» и членом редколлегий журналов «Электротехника» и «Электромеханика». Является автором учебников и 120 статей по электрическим машинам и трансформаторам. Являлся почётным доктором наук Политехнического института Будапешта и Высшей технической школы Праги. Неоднократно представлял СССР на различных международных энергетических конгрессах и конференциях.
Жил в Москве на улице Лефортовский вал.
Умер 6 июля 1977 года в Москве. Похоронен на Введенском кладбище (21 уч.). В архивах Российской академии наук имеются материалы, относящиеся к Г. Н. Петрову.

## Награды и премии
- Сталинская премия третьей степени (1948) — за разработку конструкций мощных выпрямительных трансформаторов
- Сталинская премия третьей степени (1952) — за создание и внедрение в промышленность трансформаторов тока с новой системой компенсации
- заслуженный деятель науки и техники РСФСР (1942)
- два ордена Ленина (1951; 29.05.1969)
- орден Трудового Красного Знамени (1961)
- орден Красной Звезды (1945)
- орден «Знак Почёта» (13.12.1940) — «в ознаменование 35-летия Московского энергетического института им. В. М. Молотова, за выдающиеся заслуги в деле выращивания и воспитания энергетических кадров для народного хозяйства»
- медали.[3]